# Fernando Colunga Ultimate Experience
A Fernando Colunga Ultimate Experience (rövidített alakja: FCUE) szerb metalegyüttes 
Požarevac-ból. Nevüket a mexikói szappanopera-színészről, Fernando Colungáról kapták.

## Az együttes története
2010-ben alapította Marko Živković, Stefan Milenković és Antonio Jovanović. Az együttes afféle mellék-projektként alakult. Zenéjükben a grindcore műfaja keveredik olyan témákkal, mint a szappanoperák és Steven Seagal.
A zenekar nevét Fernando Colunga mexikói színész ihlette; a tagok Chuck Norrisszal hasonlítják őt össze a nagy mennyiségű szerepei miatt. 2012-ben megjelent első (és eddig egyetlen) nagylemezük inkább death'n'roll hangzású, mint grindcore.
2019-ben jelentős figyelmet kaptak Latin-Amerikában a média által (főleg Mexikóban). Ugyanebben az évben jelent meg az "Inhale My Misery" című kislemezük. A "Helly Cherry" magazin szerint a kislemez hangzása "teljesen eltér az eddigi hangzásuktól". Nem sokkal később megjelent a következő kislemezük, a "La Usurpadora". A rajongók ezt a kislemezt is pozitívan fogadták. "Dia de Muertos" című kislemezük 2019. november 1.-jén jelent meg. A "Fangtasia Studio" szerint ezzel a kislemezzel visszatértek a korábbi slamming death metal/grindcore hangzáshoz.

## Diszkográfia
- Toxic Hog Cult (2012)

### Kislemezek
- Jama se preljeva (2011)
- Charade (2012)
- Inhale My Misery (2019)
- La Usurpadora (2019)

### Demók
- Telenovela 1 (2010)
- Sangriento e brutal telenovela (2010)
- Scorched Dominion of Human Waste (2010)
- Nekromansa (2015)
- Dia de muertos (2019)

## Egyéb kiadványok
- Sexy Fuck 5 Way Tape (split lemez, 2019)
- Un Lamento Por Esmeralda (EP, 2021)